# Zaņas pagasts
Zaņas pagasts er en territorial enhed i Saldus novads i Letland. Pagasten etableredes i 1945, havde 816 indbyggere i 2010 og omfatter et areal på 87,24 kvadratkilometer. Hovedbyen i pagasten er Kareļi.